# Apostolische Administratur
Eine Apostolische Administratur bildet eine Teilkirche innerhalb der römisch-katholischen Kirche. Sie wird durch einen Apostolischen Administrator geleitet, der meist ein Bischof ist, der seine Vollmacht im Gegensatz zu den Bischöfen nicht aus dem göttlichen Recht herleitet, sondern im Auftrag und als Stellvertreter des Papstes handelt.
Obwohl „für dauernd errichtet“, stellen Apostolische Administraturen ein Provisorium dar, dessen Ende in den meisten Fällen freilich nicht abzusehen ist.
Apostolische Administraturen werden aus vielfältigen Gründen errichtet. Im Falle der gegenwärtigen Apostolischen Administratur Südalbanien mag zum Beispiel eine Rolle spielen, dass sie birituell ist, was für Teilkirchen für gewöhnlich nicht möglich ist.
In vielen Fällen sind die Gründe jedoch politischer Natur. So haben viele Staaten das häufig auch konkordatär anerkannte Interesse, dass kein Bistum die Staatsgrenzen überschneidet. Wenn die Staatsgrenzen dann umstritten werden, errichtet die Kirchenleitung Apostolische Administraturen. Zum Beispiel war der westlich der Oder-Neiße-Linie gelegene Teil des Erzbistums Breslau lange Zeit eine Apostolische Administratur und wurde erst dann zum eigenständigen Bistum Görlitz, als die Oder-Neiße-Grenze in den Verträgen von 1990 endgültig anerkannt wurde. Hier könnte auch eine Rolle gespielt haben, dass gemäß Reichskonkordat in Deutschland ohne Zustimmung der Landesregierung kein Bistum errichtet werden kann, der Heilige Stuhl aber keine diplomatischen Beziehungen mit der DDR aufgenommen hatte.
Man beachte aber, dass die auf DDR-Gebiet liegenden Teile westdeutscher Diözesen (Bischöfliche Ämter) nicht zu Apostolischen Administraturen erklärt wurden, wenn auch die dortigen bischöflichen Kommissare die Bischofsweihe und den Titel eines Apostolischen Administrators erhielten. Der Heilige Stuhl machte so klar, dass er die deutsche Teilung nicht nachvollzog.
Auch in vorwiegend östlich-orthodox besiedelten Gebieten werden gelegentlich Apostolische Administraturen errichtet. Die Aufwertung der meisten russischen Administraturen zu Bistümern unter Papst Johannes Paul II. löste ernsthafte kirchen- und staatsdiplomatische Verwicklungen aus.
In Missionsgebieten werden im Allgemeinen keine Apostolischen Administraturen, sondern stattdessen, wenn die Errichtung einer eigenständigen Diözese noch nicht möglich ist, der Reihe nach Missionen sui juris, Apostolische Präfekturen und Apostolische Vikariate errichtet.

## Apostolische Administraturen
In der Römisch-katholischen Kirche gibt es derzeit folgende Apostolische Administraturen:  

### Albanien
- Apostolische Administratur für Südalbanien

### Armenien und Georgien
- Apostolische Administratur Kaukasien

### Belarus
- Apostolische Administratur für die Gläubigen des byzantinischen Ritus in Belarus

### Brasilien
- Apostolische Personaladministration St. Johannes Maria Vianney

### China
- Apostolische Administratur Harbin

### Kasachstan
- Apostolische Administratur Atyrau

### Kasachstan, Kirgisistan, Tadschikistan, Turkmenistan und Usbekistan
- Apostolische Administratur Kasachstan und Zentralasien für die Gläubigen des byzantinischen Ritus

### Kirgisistan
- Apostolische Administratur Kirgisistan

### Usbekistan
- Apostolische Administratur Usbekistan